# Dom Polski we Lwowie
Dom Polski we Lwowie – planowana placówka kulturalna służąca podtrzymaniu kultury, języka i tradycji Polaków żyjących we Lwowie.
Budynek przy  ul. Szewczenki 3a (dawna Janowska) został przekazany Polakom 30 maja 2013 roku, 69 deputowanych Rady Miasta rozpatrzyło pozytywnie uchwałę o przekazaniu obiektu o powierzchni 1443 m² w użytkowanie na 49 lat społeczności polskiej. Zabudowania pod Dom Polski we Lwowie przekazało wojsko ukraińskie.
16 grudnia 2013 w Teatrze im. Łesi Ukrainki (daw. Domu Katolickim) odbyła się uroczystość przekazania symbolicznego klucza. Odebrała go prezes Federacji Organizacji Polskich na Ukrainie Emilia Chmielowa w obecności dowódcy lwowskiego garnizonu gen. Pawło Tkaczuka, mera Lwowa Andrija Sadowego, sekretarza Rady Miasta Lwowa Wasyla Pawluka, ambasadora RP w Kijowie Henryka Litwina, Konsula Generalnego RP we Lwowie Jarosława Drozda oraz prezydenta Przemyśla Roberta Chomy.